# Брандт, Карл Франц
Карл Франц Фридрих Брандт (нем. Karl Franz F. Brandt, 8 января 1904[…], Мюлуз — 2 июня 1948, Ландсбергская тюрьма) — рейхскомиссар здравоохранения, личный врач А. Гитлера, военный преступник. По образованию врач-хирург, профессор. Член НСДАП. Ответственный за проведение программы по умерщвлению людей, в ходе которой уничтожались люди с инвалидностью, люди с психическими и неврологическими особенностями и люди с ограниченными возможностями. Группенфюрер СС и генерал-лейтенант войск СС (20 апреля 1944 года), генерал медицинской службы (1 марта 1943 года). Повешен по приговору американского военного трибунала в Нюрнберге по «делу медиков» в 1948 году.

## Биография
Карл Брандт родился в 1904 году в Эльзасе в семье офицера. Закончил обучение в Дрездене он в 1922 году и поступил на медицинский факультет в Йене. Впоследствии продолжил обучение во Фрайбурге и Берлине.
С января 1932 года — член НСДАП (билет № 1 009 617). С 1933 года — член СА. С 29 июля 1934 года — член СС (билет № 260 353).
В 1933 году занимался лечением попавшего в дорожную аварию Вильгельма Брюкнера — адъютанта Гитлера, чем заслужил благодарность последнего и с июня 1934 года стал сопровождающим врачом фюрера. Заместителем Брандта как сопровождающего врача фюрера стал Вернер Хаазе, а позднее Ганс Карл фон Хассельбах.
17 марта 1934 года женится на чемпионке по плаванию из Мюнхена Анни Реборн (нем. Anni Rehborn).

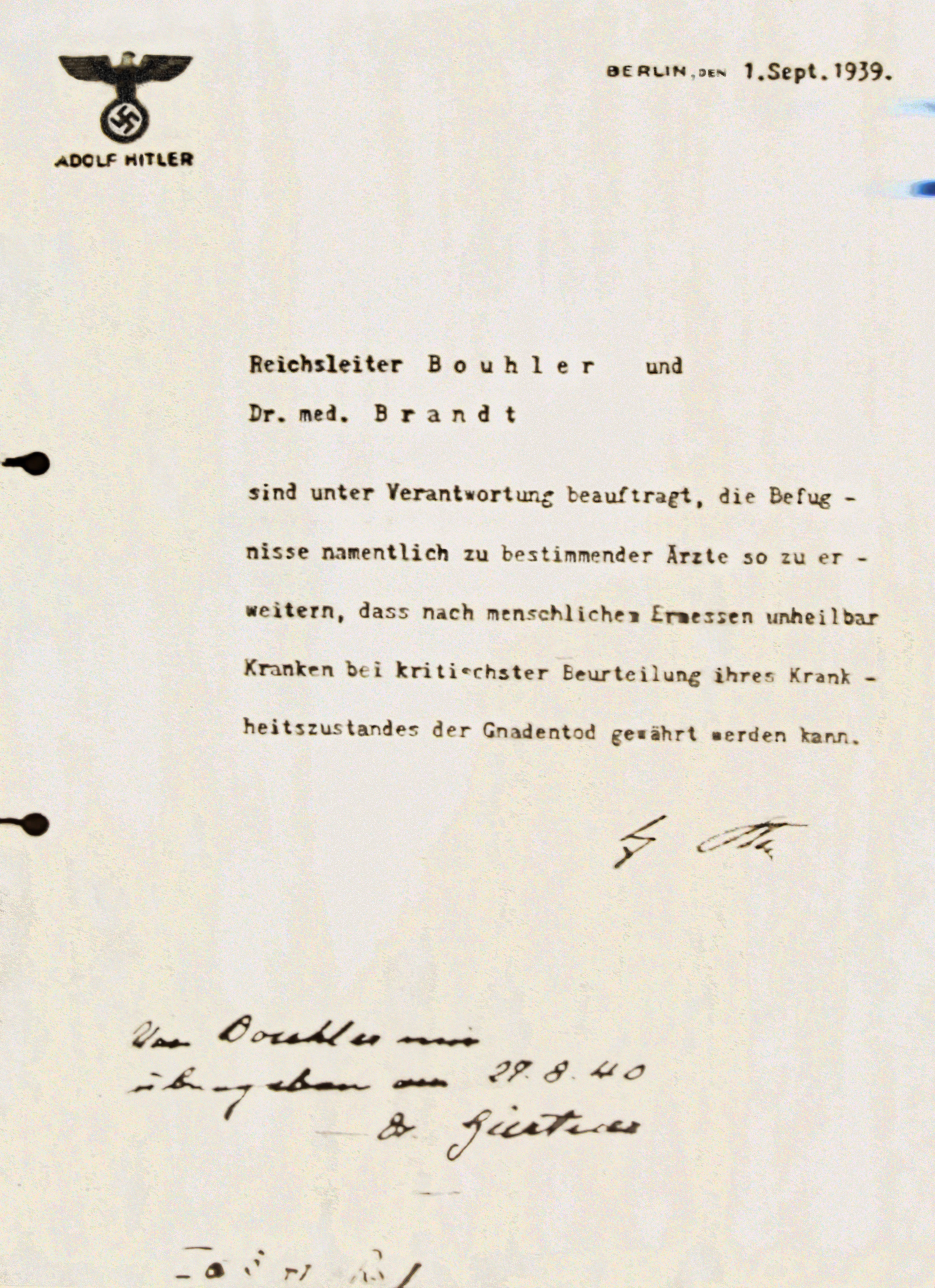
Указ Гитлера от 1.9.1939 о проведении эвтаназии

1 сентября 1939 г. был назначен Гитлером совместно с Боулером уполномоченным в проведении акции эвтаназии («осуществлении милостивой смерти неизлечимо больным»), которая получила название акции Т-4. Именно Брандт первым разрешил умертвить ребёнка-инвалида по фамилии Кнауэр, чем положил начало «Акции эвтаназии». Главной задачей акции стало уничтожение душевнобольных и больных психиатрических лечебниц, детей с пороками развития. Были отобраны специальные больницы, в которых убивали инвалидов — в основном с помощью инъекции, большей частью использовался люминал. Иногда просто морили голодом. В ходе «акции» только детей было убито около 5 тысяч. Акция Т-4 осуществлялась в Гадамаре, замке Графенек, замке Хартхайм, Зоннештайн, Бернбург, а также в Бранденбурге.
В 1940 году Брандт включён в состав войск СС.
С 28 июля 1942 года — уполномоченный, а с 5 сентября 1943 года — генеральный уполномоченный здравоохранения и медицинской службы. В его функции входила координация гражданской и военной системы здравоохранения. Частью его обязанностей было создание коечного фонда для раненых во время военных действий солдат. Освобождение коечного фонда достигалось, в частности, путём убийства психически больных и бесперспективных больных передозировкой препаратов (также известно как «Акция Брандта»).
С 20 апреля 1944 года — лейб-врач фюрера.
С 25 августа 1944 года — имперский комиссар здравоохранения и медицинской службы и имперский комиссар по санитарии и гигиене.
Ещё до смерти Гитлера Брандт был обвинён в том, что его жена и дети находились в зоне наступления американских войск и передавали американцам тайные данные. Гитлер приказал созвать трибунал, который приговорил Брандта к смертной казни за государственную измену. Однако благодаря помощи Гиммлера ему удалось избежать смертной казни. Был пленён войсками союзников вместе с правительством Дёница во Фленсбурге.

## Нюрнбергский процесс над врачами

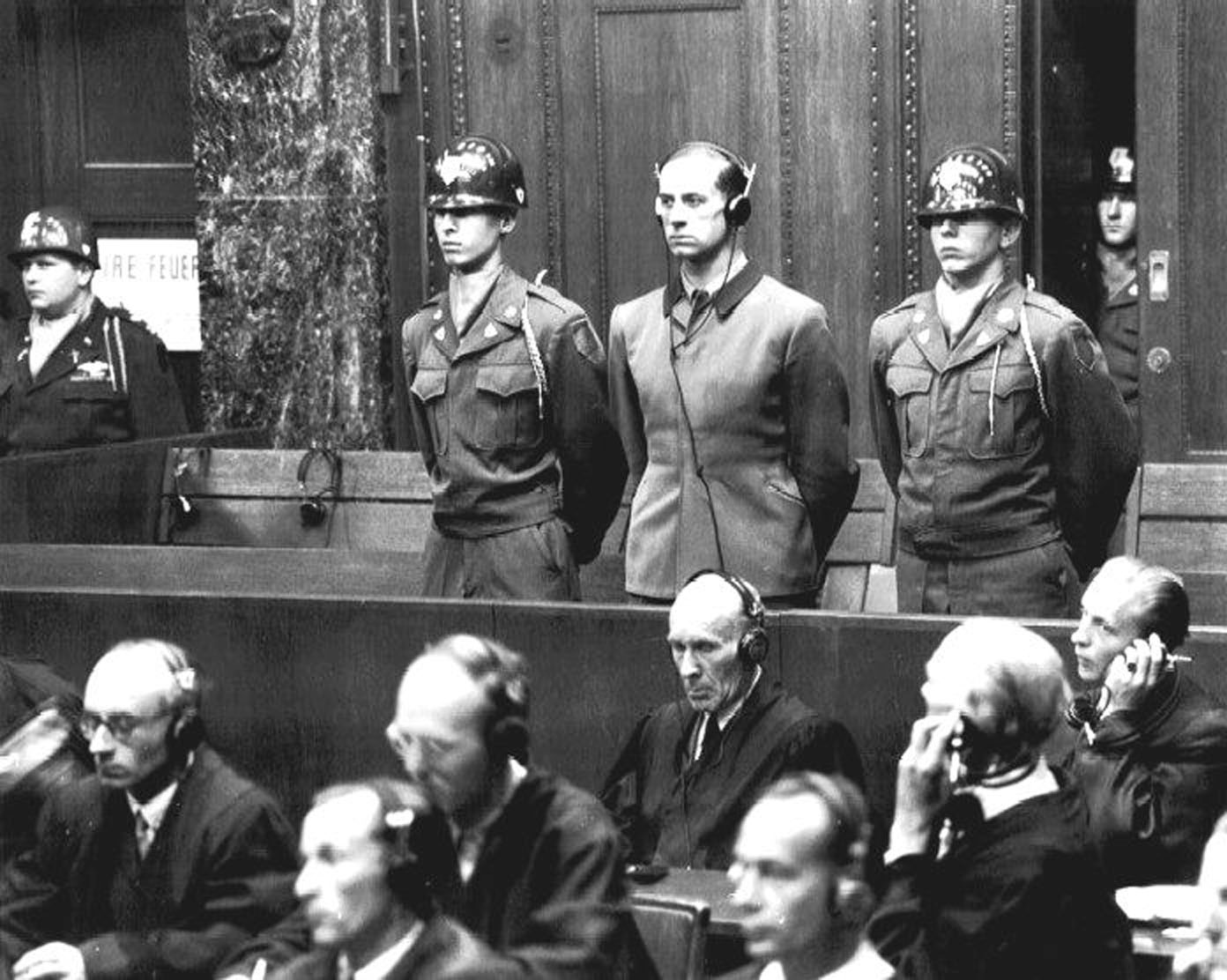
Карл Брандт на Нюрнбергском процессе над врачами

Предстал в качестве одного из главных обвиняемых на процессе над врачами, который официально назывался «США против Карла Брандта». Нюрнбергский процесс над врачами проходил с 9 декабря 1946 до 20 августа 1947 года. Брандт отказался от услуг адвоката и предпочёл защищаться самостоятельно. Был обвинён в особой ответственности и участии в преступлениях. Приговорён к смерти за военные преступления, преступления против человечности и участие в преступных организациях. Повешен 2 июня 1948 года в тюрьме Ландсберг. Последними его словами были: «Не стыдно идти на эту плаху. Это всего лишь политическая месть. Я служил своему отечеству, как и многие до меня…» Петля стянула его шею, оборвав на полуслове.

## Присвоение званий
- Унтерштурмфюрер СС (29 июля 1934)
- Оберштурмфюрер СС (1 января 1935)
- Гауптштурмфюрер СС (1936)
- Штурмбаннфюрер СС (9 ноября 1937)
- Оберштурмбаннфюрер СС (1938)
- Штандартенфюрер СС (1 августа 1942)
- Бригадефюрер СС (30 января 1943)
- Генерал медицинской службы (1 марта 1943)
- Группенфюрер СС (20 апреля 1944)